# 一叶萩碱
一叶萩碱（浅黄色晶体，化学式：C13H15NO2）是一种发现于一叶萩和珠子草的含氮有机化合物，属于八氢吲嗪类生物碱。它具有促惊厥作用，且具有强烈的痉挛作用，类似于士的宁。它是一种GABA-A拮抗剂。